# Face à face (film, 1992)
Pour l’article homonyme, voir Face à face.
Pour plus de détails, voir Fiche technique et Distribution.
Face à face (Knight Moves) est un film franco-germano-américain  réalisé par Carl Schenkel en 1992.
Il narre l'histoire d'un champion d'échecs qui se retrouve mêlé à plusieurs meurtres commis par un tueur en série et va se retrouver accusé des meurtres. Le film, écrit par Brad Mirman et tourné avec un budget modeste, met en vedette Christophe Lambert, également producteur délégué du film, ainsi que Diane Lane, alors mariée à Lambert, et Tom Skerritt. Il est distribué par Columbia Pictures en France, par Republic Pictures aux États-Unis aux États-Unis et par Warner Bros. en Allemagne. Le film connaît un succès critique et commercial essentiellement en Europe, où il est d'abord sorti avant d'être distribué aux États-Unis.

## Synopsis
En 1972, deux garçons s'affrontent lors d'un tournoi d'échecs à Washington. Lorsque l'un des deux, David Willerman, perd la partie, ce dernier perd la raison en s'en prenant à son adversaire, Peter Sanderson, en lui transperçant la main avec un stylo plume avant d'être envoyé dans un hôpital psychiatrique. Le médecin conseille au père de l'empêcher de jouer aux échecs. Mais le mariage du jeune garçon instable prend l'eau, le père quitte alors le foyer médical, tandis que la mère, mentalement instable, se tranche les veines. Le garçonnet se rend dans la chambre de sa mère, alors agonisante, et ne prête pas attention à son appel à l'aide, préférant récupérer son échiquier enfermé dans un tiroir et jouer aux échecs. Vingt ans plus tard, Sanderson, devenu un grand champion d'échecs, retourne à Roxbridge à Washington afin d'y affronter de grands maîtres dans un tournoi. Il s'est installé dans une chambre d'hôtel en compagnie de sa fille, Erica, et de son mentor, Jeremy. Veuf, Sanderson tombe sous le charme de Debi Rutledge, rencontrée durant le tournoi, et se rend chez elle où ils couchent ensemble. Après le départ de Peter, un homme se prétendant être lui sonne à l'interphone de l'appartement de la jeune femme. Après l'avoir laissé entrer chez elle, Debi est attaquée par l'inconnu, qui la tue. Le lendemain, le capitaine Sedman et son collègue, l'inspecteur Wagner, se rendent sur les lieux du crime et découvrent que les poignets de Debi ont été tailladés et qu'elle a été vidée de son sang, mais aussi qu'il n'y a aucune trace d'empreinte dans l'appartement, ce qui montre que le meurtrier, qui a laissé un mot comme message, a nettoyé la scène de crime.
Après avoir interrogé le voisinage, Sedman et Wagner apprennent que la victime a reçu la visite d'un homme avec lequel a eu des relations sexuelles. Les deux policiers interrogent Peter, qui nie sa relation avec Debi. Quelque temps plus tard, Peter reçoit un appel téléphonique anonyme du meurtrier qui veut «jouer à un jeu» avec lui, ainsi que des références au meurtre de Debi. Plus tard, Peter reçoit une lettre contenant une photo du corps de Debbie et un message du meurtrier lui indiquant qu'il recevra un autre appel téléphonique à onze heures le lendemain. Peter rapporte l'incident à Sedman, admettant qu’il connaissait Debi, mais craignait que le fait de le révéler ne le gênerait durant le tournoi. Wagner ne croit pas à l'histoire de Peter, mais ce dernier invite les policiers à écouter lorsque le tueur appelle à nouveau. Sedman et Wagner consultent le docteur Fulton de l'institut de psychologie de Roxbridge pour créer un profil du meurtrier. Au fil du temps, une étudiante en psychologie de Fulton, Kathy Sheppard, aide la police en organisant une réunion «accidentelle» avec Peter dans le sauna de l'hôtel, et pose des questions sur ses expériences en tant que joueur d'échecs. Lorsqu'elle explique involontairement qu'elle sait qui il est, Peter s'interroge sur son identité et elle s'en va rapidement. Kathy annonce à Frank qu'elle n'a pas pu évaluer Peter, dont elle est surprise qu'il soit soupçonné de meurtre, dans un délai aussi court et exprime sa colère envers le capitaine et Fulton de l'avoir placé dans une situation risquée. 

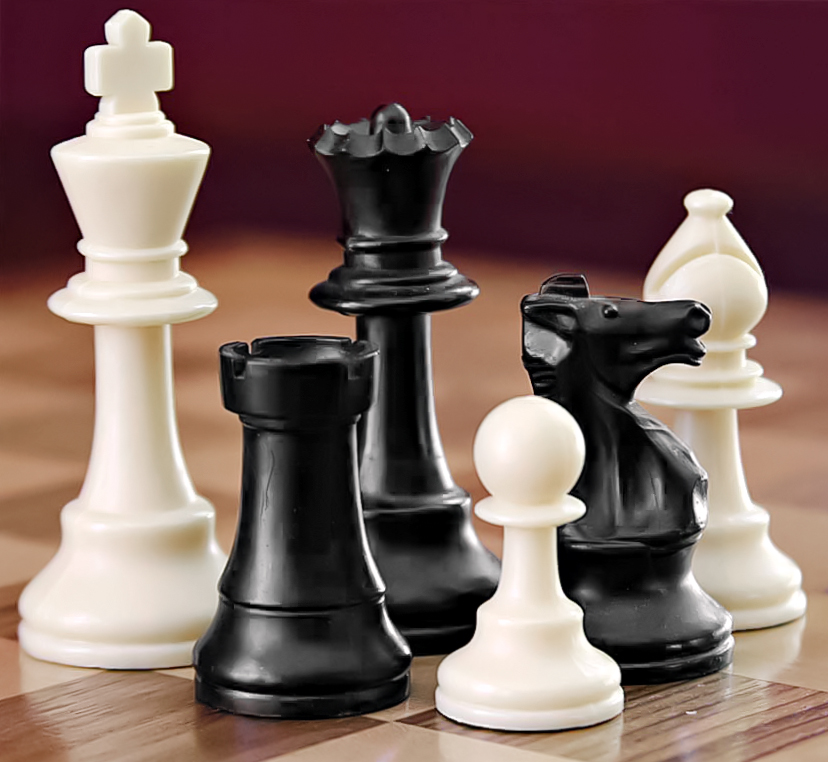
Photo de pièces de jeux d'échecs, thème de l'intrigue du film.

Pendant ce temps, une autre femme est assassinée chez elle. Frank et Andy arrivent dans la chambre d'hôtel de Peter et attendent le coup de fil du tueur. Kathy arrive après l'arrivée des deux policiers, à la surprise de Peter. Le tueur appelle et Peter demande pourquoi il a assassiné Debi Rutledge. Le meurtrier lui apprend qu'il veut attirer son attention et qu'il vient de commettre un second crime, tout en ajoutant qu'il continuera si Peter refuse de jouer avec lui, tout en lui récitant une énigme pour lui suggérer son prochain geste. Malgré l'appel téléphonique, les policiers continuent de penser que Peter est impliqué dans les meurtres. Kathy rend visite à Peter et le réprimande pour avoir refusé de « jouer » avec le tueur. Après que le tueur ait tuée une troisième femme, Kathy rend de nouveau visite à Peter dans sa chambre d'hôtel et prévient que Wagner pense qu'il est coupable, mais qu'elle pense qu'il est innocent. Avant le prochain appel programmé du tueur, Sedman et Wagner arrivent et conduisent Peter au sous-sol de l'hôtel où ils peuvent accéder à la ligne téléphonique principale et suivre l'appel. Le meurtrier révèle qu'il a choisi sa prochaine victime et reproche à Peter d'avoir oublié les nombreux indices qu'il a laissés. Kathy s'interroge ensuite sur la défunte femme de Peter et apprend qu'elle est décédée des années plus tôt dans un accident de voiture. Quand Kathy accuse Peter d'être fermé, il se met sur la défensive. Cependant, il avoue ses sentiments grandissants pour Kathy et l'embrasse avant de coucher avec elle. Pendant que Peter prend une douche, Kathy, cherchant dans l'annuaire téléphonique le numéro d’un restaurant, est abasourdie de constater que les noms des femmes assassinées ont été encerclés. Alors qu'elle rassemble ses affaires pour partir, Peter explique qu'il cherchait simplement à établir un lien entre les victimes et accuse Kathy de feindre ses sentiments pour lui afin de mener une enquête à son sujet.
Peter affronte un adversaire au tournoi d'échecs et Jeremy est surpris lorsqu'il manque un coup évident et perd le match. Jeremy accuse Peter d'être distrait par Kathy, mais le nie. Le lendemain, une quatrième victime est retrouvée et Peter reçoit un autre appel téléphonique tandis que Kathy et les détectives écoutent. Alors que la police tente de déchiffrer une note laissée par le tueur, Peter se rend compte que le tueur utilise une carte de Roxbridge comme si elle était un échiquier et trace une grille sur une carte pour déterminer où, sur le «tableau», le tueur effectuera son prochain «mouvement». Peter demande à son assistant de rechercher ses adversaires passés qui ont effectué des «mouvements d'ouverture similaires». Après avoir deviné où le meurtrier commettra son prochain forfait, Frank enverra un agent infiltrée remplacer le locataire. Pendant ce temps, Peter joue dans le tournoi d'échecs, mais son match est reporté en cas de dysfonctionnement du tableau numérique. En attendant l'attaque prévue, Frank apprend qu'il est peut-être au mauvais endroit et traverse la ville pour se rendre sur un autre lieu, mais arrive trop tard et trouve le corps d'une autre femme. Parallèlement, Peter rend visite à Kathy pour s'excuser et admet qu'elle avait raison de dire qu'il était émotionnellement fermé. Après avoir appris l'existence de la dernière victime, Wagner accuse Peter de ces meurtres et se bat avec lui, le blessant au poignet. Alors que les hommes se battent. Frank écarte Kathy de l'affaire en mettant en doute son objectivité après avoir appris sa relation avec Peter. Avant de partir, elle s'en prend à Sedman et Wagner pour leur entêtement à croire que Peter est le meurtrier sans aucune preuve contre lui. Peu de temps après, le tueur attaque Kathy chez elle. Alors que l'homme masqué porte un couteau à la gorge, elle remarque que son poignet a été bandé. Kathy se bat contre son agresseur et parvient à lui échapper en allant chercher de l'aide.
Kathy pense dorénavant que Peter est le tueur après avoir vu le bandage, mais Sedman ne dispose pas assez de preuves pour procéder à une arrestation. Alors que Peter est au tournoi d'échecs, le policier est appelé à la jetée où le corps d'un homme noyé a été découvert, qui s'avère être Jeremy. Une note apparemment écrite par Jeremy retrouvé sur la balustrade auquel il avouerait sa complicité de meurtre et des photos des victimes cachées dans la chambre d'hôtel de Peter incite Sedman à émettre un mandat contre lui, arrêté en plein tournoi. Emmené au poste de police, Peter obtient le numéro de téléphone d'un avocat, mais lorsqu'il l'appelle, le tueur lui répond et le nargue avec une autre énigme. À son bureau, Kathy étudie les antécédents du patient à l'hôpital psychiatrique pour voir si Peter y a déjà été un patient. Peter déchiffre le message du tueur et dit aux détectives que son prochain geste est d'assassiner Erica. Peter supplie Frank de se rendre à l'hôtel pour protéger sa fille et lui promit de s'avouer coupable afin de solliciter son aide. Frank envoie Wagner pour protéger Erica, puis transporte Peter dans une cellule de prison. Cependant, Peter se libère, vole l'arme d'un officier et force Frank et l'agent à entrer dans une cellule avant de voler une voiture de police et de se porter à la rescousse d'Erica. Pendant ce temps, Kathy fait une découverte à l'hôpital psychiatrique et se rend au poste de police. Peter arrive à l'hôtel, mais Erica est manquant. Il voit une note sur une porte de placard et trouve le corps d'Andy, égorgé, à l'intérieur. Le téléphone sonne et le tueur se moque de Peter, prétendant avoir sa fille. Peter se rend compte que le tueur est au sous-sol de l'hôtel et court pour sauver Erica. Une fois sur place, il découvre que le tueur n'est autre que son assistant, qui s'avère être David. Peter se faufile derrière lui et tient David sous la menace d'un revolver. David rappelle à Peter qu'ils ont joué un match d'échecs quand ils étaient enfants et reproche à Peter de lui avoir ruiné sa vie en le battant. Une bagarre s'ensuit et David bat Peter, qui est inconscient. Erica est attachée à une chaise et crie, tandis que Frank et Kathy arrivent. David attaque Frank et lui tranche la gorge. Kathy, qui a appris l'histoire de David grâce aux dossiers de l'hôpital psychiatrique, tente de le convaincre que le fait de tuer Erica ne ramènera pas sa mère morte. David avoue sa culpabilité d'avoir laissé mourir sa mère. D'une voix enfantine, il explique qu'il s'est particulièrement occupé de ses victimes de meurtre. Alors que David se dirige vers Kathy avec un couteau, Peter reprend conscience et lui tire dessus, prononçant la fin du match.

## Fiche technique
- Titre français : Face à face
- Titre original : Knight Moves
- Réalisation : Carl Schenkel
- Scénario : Brad Mirman
- Direction artistique : Gary Pembroke Allen
- Décors : Graeme Murray
- Costumes : Deborah Everton
- Photographie : Dietrich Lohmann
- Son : André Bendocchi-Alves
- Montage : Norbert Herzner (de)
- Musique : Anne Dudley
- Production : Jean-Luc Defait
- Co-production : Dieter Geissler (de)
- Production déléguée : Christophe Lambert, Brad Mirman et Guy Collins
- Production exécutive : Gordon Mark
- Sociétés de production : Cineplex Odeon Films, Cinevox Filmproduktion GmbH, Ink Slinger Productions, Knight Moves Productions et Lamb Bear Entertainment
- Sociétés de distribution : Columbia Tristar Films (France), Warner Bros. (Allemagne), Republic Pictures (États-Unis)
- Budget : 7,4 millions $[1]
- Pays d'origine :  France[2],  Allemagne[2],  États-Unis[2]
- Langue originale : anglais
- Format : couleur — 35 mm (Eastman) — 2,35:1 — son Dolby SR
- Genre : thriller
- Durée : 116 minutes
- Dates de sortie :
  - Allemagne : 14 janvier 1992
  - France : 22 avril 1992
  - États-Unis : 22 janvier 1993
- Mention CNC[3]: interdit aux moins de 12 ans (visa no 79614 délivré le 2 avril 1992)

## Distribution
- Christophe Lambert (VF : lui-même) : Peter Sanderson
- Diane Lane (VF : Michèle Buzynski) : Kathy Sheppard
- Tom Skerritt (VF : Marc de Georgi) : Capitaine Frank Sedman
- Daniel Baldwin (VF : Jacques Frantz) : Détective Andy Wagner
- Charles Bailey-Gates (VF : Hervé Jolly) : David Willerman
- Ferdy Mayne (VF : Georges Atlas) : Jeremy Edmonds
- Blu Mankuma (VF : Med Hondo) : Steve Nolan
- Arthur Brauss (VF : Michel Paulin) : Viktor Yurilivich
- Sam Malkin (VF : Georges Berthomieu) : Le docteur Fulton
- Katharine Isabelle (VF : Sylvie Jacob) : Erica Sanderson
- Mark Wilson (en) (VF : Robert Darmel) : Le présentateur
- Rebecca Toolan (en) (VF : Liliane Gaudet) : Madame le maire
- Walter Marsh : Le président de la société d'échecs
- Kehli O'Byrne (VF : Nathalie Spitzer) : Debi Rutlege
- Codie Lucas Wilbee : David à 9 ans
- Joshua Murray : Peter à 14 ans

## Production
Le tournage principal a commencé le 12 février 1991 à Vancouver, en Colombie-Britannique. Le film est également tourné à Victoria, en Colombie-Britannique, où l'historique Empress Hotel a été utilisé pour les prises de vue intérieures. L’extérieur de Hatley Castle a également été utilisé pour représenter le «Four Oaks Hotel» du film,. En outre, une résidence privée connue sous le nom de Riffington, a servi d’extérieur à l’hôpital psychiatrique du film.
La post-production serait transférée aux studios Bavaria à Munich, pendant sept mois et une date de sortie pour le début de 1992 était anticipée.

## Sortie et accueil

### Box-office
Le film sort d'abord en Europe où Christophe Lambert jouit à cette époque d'une popularité acquise avec Highlander. En Allemagne, il totalise près de 1,9 million d'entrées, résultat qui lui vaut de se positionner en seizième position du box-office allemand. Le film a également bien réussi en Italie et en Espagne (858 115 entrées). La performance du film en France est décevante avec seulement 450 866 entrées en fin d'exploitation. Au Royaume-Uni, la réception au box-office est pauvre. Dans l'ensemble, le film a surtout touché le public cible identifié par le producteur Jean-Luc Defait. Les distributeurs dans les territoires majeurs auront bien fonctionné, avec des recettes en salles stimulées par de bonnes performances sur la vidéo à domicile. Le film a fait un retour satisfaisant à ses investisseurs.
Aux États-Unis, le film passe inaperçu, ne parvenant à engranger que 923 418 $. Les recettes mondiales sont estimées à 31 500 000 $, ce qui est un certain succès au vu de son budget de 7 400 000 $.

### Réception critique
En Europe, Face à face est globalement bien reçu par la critique lors de sa sortie en salles, notamment en France, en Espagne, en Allemagne et en Italie. En revanche, le film est mal accueilli aux États-Unis et au Royaume-Uni. Sur le site Rotten Tomatoes, il obtient un taux d'approbation de 20% pour cinq critiques collectées et une moyenne de 3,7/10.
Le site avoiralire.com souligne que cette « série B très agréable qui fait partie des rares réussites de Christophe Lambert durant les années 90 ». Toutefois, Vincent Rémy de Télérama n'est pas de cet avis, notant qu'« au départ, une bonne, voire même [sic]excellente idée de scénario » et qu'« à l'arrivée, échec sur presque tous les tableaux : des personnages convenus, de fausses pistes balisées et un « coup de théâtre » final qui frôle l'arnaque ». D'autres critiques soulignent la qualité du casting, l'hommage du giallo et un film plaisant à suivre et est vu comme un précurseur de Seven, mais la durée du film et l'identité du tueur prévisible lui est reproché.

## Distinctions
- Primé au Festival du film policier de Cognac de 1992 du Critics Award en faveur de Carl Schenkel.